# دروغ بزرگ
دروغ بزرگ (به آلمانی: große Lüge)، یا دروغ گوبلزی اصطلاح و تکنیکی است در پروپاگاندا، که اولین بار توسط آدولف هیتلر از آن استفاده شد و نمایندهٔ تکنیکی تبلیغاتی در دنیای سیاست است.
آدولف هیتلر در کتاب نبرد من، می‌گوید مردم شکست آلمان در جنگ جهانی اول را به این دلیل پذیرفتند که یهودی‌های دارای نفوذ در مطبوعات از این تکنیک استفاده کردند. از نظر او این روش مستلزم آن است که دروغ چنان عظیم باشد که هیچ‌کس باور نکند که «کسی آنقدر گستاخ باشد که چنین بی‌شرمانه حقیقت را تحریف کند».
اولین مورد استفادهٔ دروغ بزرگ در این جملهٔ معروف او مستند شده‌است: «در دروغ بزرگ همواره نیروی قابل باور بودن موجود است.»
بعدها یوزف گوبلز که وزیر تبلیغات هیتلر بود این تئوری را با کمی تغییر بدین گونه بیان کرد که دروغ بزرگ یکی از روش‌های تبلیغاتی مورد استفادهٔ انگلستان است که دروغ بزرگی می‌گویند و در ضمن تحت هر شرایطی بر صحت آن پافشاری می‌کنند.
شایع است که گوبلز روایت خود از روش دروغ بزرگ را بدون نسبت دادن آن به یهودی‌ها یا متفقین مورد استفاده قرار می‌داد. این روایت بدون منبع شایع‌ترین نمونهٔ استفاده از دروغ بزرگ است و بر اساس آن معمولاً فرض گرفته می‌شود که گوبلز خود مبدع تکنیک دروغ بزرگ بوده‌است.

در صفحهٔ ۵۱ گزارشی که از طرف دفتر خدمات استراتژیک ایالات متحده در مورد شرح حال روحی هیتلر منتشر شده بود چنین آمده‌است:
«اولین قانون او این است که هیچ‌وقت نگذارید مردم دلسرد شوند، هیچ‌وقت خطا و تقصیری را نپذیرید، هیچ‌وقت تصدیق نکنید که دشمن ممکن است صفت خوبی داشته باشد، هیچ‌وقت جایی برای جایگزین باقی نگذارید، در آن واحد روی یک دشمن متمرکز شوید و تقصیر هر اتفاق بدی را بر گردن او بیندازید. مردم دروغ بزرگ را زودتر از دروغ کوچک باور می‌کنند و اگر دروغی را مکرراً تکرار کنید، دیر یا زود آن را باور خواهند کرد.

1. 
2. 
3. 
4. 

Wikipedia contributors, "Big Lie," Wikipedia, The Free Encyclopedia, http://en.wikipedia.org/w/index.php?title=Big_Lie&oldid=77579324 (accessed November 3, 2006).